# Alina Cojocaru
Alina Cojocaru (Bucarest, 27 maggio 1981) è una ballerina romena.

## Biografia
Alina Cojocaru è nata e cresciuta a Bucarest, dove ha iniziato a studiare danza all'età di nove anni. L'anno dopo si è trasferita dalla scuola del Balletto Statale Romeno a quella del Balletto di Kiev. La vittoria del Prix de Lausanne nel 1997 le è valsa una borsa di studio per la Royal Ballet School e, dopo essersi perfezionata per sei mesi, nel novembre 1998 stata scritturata dal Balletto di Kiev in veste di prima ballerina. L'anno successivo si è unita al Royal Ballet come ballerina di fila ma ha scalato rapidamente i ranghi della compagnia, diventando solista nel 2000. Nel 2001 ha danzato il suo primo ruolo da protagonista al Covent Garden, quello di Giulietta nel Romeo e Giulietta di Kenneth MacMillan, sostituendo all'ultimo minuto la ballerina Miyako Yoshida, che si era infortunata; in questa occasione ha inaugurato anche il proficuo sodalizio con il futuro marito Johan Kobborg, che sarebbe stato suo partner sulle scene in tutti i suoi grandi ruoli. Al termine della stagione 2000/2001 è stata proclamata prima ballerina del Royal Ballet dopo una rappresentazione della Giselle di Peter Wright.
Nei suoi quattordici anni con la compagnia, Cojocaru ha danzato molti dei grandi ruoli femminili del repertorio romantico, neoclassico e contemporaneo, tra cui Giulietta in Romeo e Giulietta (MacMillan), Odette e Odile ne Il lago dei cigni (Dowell), Titania in The Dream (Ashton), Tatiana in Onegin (Cranko), Kitri in Don Chisciotte (Petipa), la Fata Confetto ne Lo schiaccianoci (Wright), Aurora ne La bella addormentata (Makarova), Nikiya ne La Bayadere (Makarova), Mary Vetsera in Mayerling (MacMillan), le eponime protagoniste in Cenerentola (Ashton) e La Sylphide (Bournonville), Cloe in Dafni e Cloe (Ashton), Lise ne La fille mal gardée (Ashton), Manon ne L'histoire de Manon (MacMillan), Diamanti in Jewels (Balanchine) e Natalia Petrovna in A Month in the Country (Ashton). Ha ottenuto il plauso di critica e pubblico per la sua Cenerentola, che le è valso il Prix Benois de la Danse nel 2004, ma il ruolo che ha definito la sua carriera è quello di Giselle, che ha interpretato per oltre vent'anni in diverse incarnazioni. Cojocaru e Kobborg hanno danzato per l'ultima volta al Covent Garden il 5 giugno 2013, dando il loro addio al pubblico della Royal Opera House nel Mayerling di MacMillan, in cui sono tornati a danzare il mese successivo in Giappone durante una tornée del Royal Ballet.
Parallelamente all'attività al Covent Garden, ha danzato come artista ospite con compagnie di alto profilo; ha danzato occasionalmente al Teatro alla Scala tra il 2003 e il 2024, apparendo in diversi galà e danzando nel Balletto Imperiale di Balanchine (2003), nel Romeo e Giulietta di MacMillan (2008 e 2010) accanto al Romeo di Roberto Bolle (ricevendo recensioni molto favorevoli) e ne La Dame aux Camelias di Neumeier (2024). Tra il 2010 e il 2012 ha danzato al Metropolitan Opera House come guest artist dell'American Ballet Theatre, ottenendo il plauso della critica per le sue Aurora, Giselle e Kitri. Ha danzato come ballerina ospite anche con il Balletto dell'Opéra di Parigi (fu Giselle accanto all'Albrecht di Laurent Hilaire nel 2004), il Balletto Reale Danese e diverse della maggiori compagnie europee. Nel 2012 ha iniziato il suo sodalizio artistico con John Neumeier, che ha creato apposta per lei il ruolo di Julie in Liliom, portato al debutto con il Balletto di Amburgo; il ruolo è valse a Cojocaru il suo secondo Prix Benois, diventando così la prima ballerina a vincerne due.
Nel 2013 si è unita all'English National Ballet in veste di prima ballerina. Con la compagnia, diretta dalla collega Tamara Rojo, ha ampliato ulteriormente il proprio repertorio con ruoli quali Giulietta nei Romeo e Giulietta di Rudol'f Nureev e Derek Deane, Medora ne Le Corsaire (Petipa), l'eponima protagonista nelle Giselle di Mary Skeaping e Akram Khan, Odette e Odile ne Il lago dei cigni (Deane) e Aurora ne La bella addormentata. Nei suoi quasi sette anni con la compagnia, Cojocaru ha continuato a danzare a livello internazionale, specialmente con il Balletto Nazionale Romeno (diretto dal marito Kobborg tra il 2013 e il 2016), il Balletto Nazionale Ucraino e il Balletto d'Amburgo, dove ha danzato come prima ballerina ospite diverse nuove coreografie di Neumeier, tra cui gli adattamenti de Lo zoo di vetro, La strada, La signora delle camelie, Sogno di una notte di mezza estate, La bella addormentata e Un tram che si chiama Desiderio. Nel 2017 e nel 2018 ha vinto il Critics' Circle National Dance Award per la miglior ballerina classica rispettivamente per le sue interpretazioni in Giselle (Khan) e La bella addormentata. Ha dato il suo addio alla compagnia nel gennaio 2020 danzando il ruolo di Clara ne Lo schiaccianoci.
Nel 2019 ha vinto il Premio Danza&Danza come migliore ballerina e ha danzato all'Arena di Verona in un nuovo allestimento del Romeo e Giulietta coreografato dal marito e con Serhij Polunin nel ruolo di Romeo; l'allestimento, riproposto alla Royal Albert Hall nel dicembre 2021, ha ottenuto recensioni contrastanti, ma unanime sono state le lodi per Cojocaru. Nel 2020 ha danzato in una serata in suo onore al Teatro Sadler's Wells, durante la quale ha danzato come Marguerite nel Marguerite and Armand (Ashton) accanto all'Armand di Francesco Gabriele Frola. Nel luglio 2021 è tornata in Italia per danzare in Giselle accanto all'Albrecht di Timofej Andrijashenko al Teatro Massimo di Palermo. Pur avendo lasciato l'English National Ballet, è tornata a danzare regolarmente al London Coliseum in diverse occasioni, organizzandovi insieme ad Ivan Putrov una serata di gala per sostenere l'Ucraina nel marzo 2022 e poi tornando ad interpretare Giselle nel settembre dello stesso anno nell'allestimento coreografato da Aleksej Ratmanskij. Nel 2025 è tornata a danzare con il Royal Ballet per la prima volta in dodici anni, apparendo come Marguerite accanto all'Armand di Matthew Ball al Festival internazionale del balletto di Nervi.

## Videografia (parziale)
- 2001. Lo schiaccianoci, coreografia di Peter Wright. Royal Ballet. Cojocaru (Clara), Yoshida (Fata Confetto), Dowell (Drosselmeyer)
- 2006. La bella addormentata, coreografia di Marius Petipa. Royal Ballet. Cojocaru (Aurora), Bonelli (Florimund), Núñez (Fata)
- 2008. Giselle, coreografia di Peter Wright. Royal Ballet. Cojocaru (Giselle), Kobborgs (Albrecht), Núñez (Myrtha).
- 2015. Le Corsaire, coreografia di Marius Petipa. English National Ballet. Cojocaru (Medora), Muntagirov (Ali).
- 2019. The Glass Menagerie, coreografie di John Neumeier. Balletto di Amburgo.